# Karl Christoph Förster
Karl Christoph Förster (Altenburg, 11 april 1751 - Langenleuba-Niederhain, 8 november 1811) was een Thüringer Lutherse predikant en dichter van kerkliederen en odes.
Hij schreef de "Christelijke gezangen voor privégebruik", die in 1782 in Altenburg werden gepubliceerd. Sommige liederen werden overgenomen in andere kerkelijke gezangenboeken. Onder het pseudoniem "Hermann" schreef hij de tekst voor Johann Lukas Schubaurs Singspiel in twee bedrijven "Die Treuen Köhler". Tot zijn kinderen behoren de historicus en schrijver Friedrich Christoph en de schilder en kunsthistoricus Ernst Joachim.

## Romans (selectie)
- Die Husarenbeute
- Die Familie Hartenkampf

- Gemeinsame Normdatei: 102455899
- Virtual International Authority File: 5319218
- WorldCat: E39PBJh8Jpkckt3M6RPdVKJxDq